# Agnès Sam
Agnès Elisabeth Sam née en 1942 et morte en 2022 est une écrivaine sud-africaine. 

## Biographie
En 1860, l'arrière-grand-père d'Agnès Sam, alors âgé de neuf ans, est engagé comme esclave et amené à Durban, en Afrique du Sud sur le Lord George Bentinck II.
Agnès naît au sein d'une famille indienne de Port Elizabeth  où elle fait ses études dans une école catholique romaine.
Elle étudie ensuite la zoologie et la psychologie à l'Université nationale du Lesotho et suit une formation d'enseignante au Zimbabwe. 
En 1973, après avoir brièvement enseigné les sciences en Zambie, elle s'exile en Angleterre où elle élève ses trois enfants tout en essayant d'obtenir un diplôme supplémentaire.
En 1993, elle retourne en Afrique du Sud.

## Œuvres
La plupart des histoires du premier recueil de Agnès, Jesus is Indian, paru en 1989, se déroulent à Port Elizabeth,. 
Son premier roman,The Pragashini–Smuts Affair paru en 2009, est décrit comme « un récit puissant de la politique, de la ségrégation et de l'amour au-delà du clivage racial ». Sa suite  intitulée The Pragashini–Smuts Conspiracy parait en 2014.